# 三ヶ根山
三ヶ根山（さんがねさん）は、愛知県額田郡幸田町、西尾市、蒲郡市の境界にある山である。三河湾国定公園に属する。

## 概要
標高321m。幡豆山塊の最高峰。山頂まで三ヶ根山スカイラインが通っている。山頂には回転展望台があったが現在では撤去されている。

## ギャラリー
- 三ヶ根山から三河湾を望む
- 展望台

## 周辺
- 形原温泉